# Ro-48
Ro-48 — підводний човен Імперського флоту Японії, який взяв участь у Другій світовій війні.
Корабель, який спорудили на компанії Mitsubishi в Кобе, належав до типу Kaichū VII (також знаний як клас Ro-35).
5 липня 1944-го Ro-48 вирушив з Куре із завданням діяти в районі Сайпану (Маріанські острови), де три тижні тому розгорнулась десантна операція союзників. 12 липня човен прибув у визначений район після чого дістав додаткове завдання — евакуювати пілотів з острова Тініан (сусідить з Сайпаном). Втім, через наявність ворожих сил виконати це завдання не вдалось. 18 липня в районі за сім сотень кілометрів на південний схід від Сайпану ескортний авіаносець USS Hoggart Bay виявив радаром ціль на відстані майже два десятки кілометрів, після чого два ескортні есмінці зі складу охорони авіаносця попрямували для з'ясування обставин (на цей момент вже настало 19 липня). На відстані в кілька кілометрів радарний контакт зник, проте ескортний есмінець USS Wyman зміг віднайти сонаром підводний човен, що занурився. Після двох атак глибинними бомбами сталась серія підводних вибухів. Ймовірно, саме цей бій призвів до загибелі Ro-48 разом з усіма 76 членами екіпажу.